# 長野県松本美須々ヶ丘高等学校
長野県松本美須々ヶ丘高等学校（ながのけんまつもとみすずがおかこうとうがっこう）は、長野県松本市美須々にある公立高等学校である。明治～昭和初期にかけて、松本市立として創立された複数の学校を前身とする。1954年（昭和29年）に松本市から長野県に移管した。

## 概要
部活動に熱心であり、吹奏楽部は3年連続全国大会出場の快挙を達成、演劇部は全国大会で最優秀賞を獲得している。また、放送部の活動も優秀であり、数々のコンクールにおいて入賞している。他にもサッカー部や弓道部など実績を持つ部が多い。進路指導にも力を入れており、大半の生徒が進学をする。四年制大学への進学者が多い。
前身の長野県松本市立中等学校→長野県松本市立高等学校時代には、野球部が全国中等学校優勝野球大会→全国高等学校野球選手権大会に出場しベスト8の成績を残しているが、県立に移管されて現校名に改称されて以降は出場を果たしていない。
校風は自由であり、生徒の自律的規範である｢美須々のこころ｣や、日本国憲法制定50周年を記念して生徒により制定された｢美須々憲法｣を大切にしている。また、入学式と卒業式は、学校主催のセレモニーの後に在校生による歓迎を行なう。
通称は「美須々」文化祭は「双蝶祭」と称し、その名称は松本市立高等学校時代の学内誌（校友会誌）の標題に由来する。

## 沿革

### 長野県市立松本女子職業学校
- 1909年 - 現在の丸の内に開校。
- 1940年 - 長野県松本高等家政女学校と改称。現在の清水に移転
- 1943年 - 長野県松本市立高等女学校と改称。　参照：高等女学校

### 長野県松本市立中学校
- 1941年 - 現在の北深志に開校。　参照：旧制中学校

### 長野県松本市立女子商業学校
- 1944年 - 現在の鎌田に開校。

### 松本市立高等学校・長野県松本美須々ヶ丘高等学校
- 1948年 - 学制改革により上記3校合併、現在の清水に長野県松本市立高等学校として発足。
- 1949年 - 火災により木造校舎が全焼。
- 1951年 - 現在の美須々に移転。
- 1954年 - 県立移管に伴い長野県松本美須々ヶ丘高等学校となる。
- 1970年 - 長野県松本筑摩高等学校開校に伴い定時制課程の募集を停止。
- 1971年 - 生徒会決議により制服自由化。
- 1973年 - 定時制課程廃止。
- 2009年 - 創立100周年。

## 教育目標
- 向学の精神に燃える学校
- 意欲に満ち溢れる学校
- 豊かな感性の培われる学校
- 実行力のある学校

## 部活動

### 実績・主な活動
演劇部は、2025年（令和7年）第71回全国高等学校演劇大会（香川大会）で、文部科学大臣賞・最優秀賞。

## 出身者
- 水島努：アニメーション監督
- 井出安軌：アニメーター
- 市岡元気：サイエンスアクター
- 大林修子：ヴァイオリン奏者
- 神田勇哉：フルート奏者
- 佐藤哲也（野球部OB）：教育学者　宮城教育大学 副学長（教育学部長・大学院研究科長・アドミッションオフィス長 兼務）
- 清水亜里沙：フリーアナウンサー（元東海テレビ放送アナウンサー）
- 野澤健一：サッカー選手
- 神田紅葉：講談師
- 平波亘：映画監督
- 小森光生：プロ野球選手（松本市立高等学校卒、早大野球部→毎日→近鉄）
- 中田康子：女優（松本市立高等学校卒）
- 八木あき：社会運動家（松本女子職業学校卒）
- 中村梅之助（4代目):俳優・歌舞伎役者(旧制松本市立中学校:中退）

- 水島努：アニメーション監督
- 井出安軌：アニメーター
- 市岡元気：サイエンスアクター
- 大林修子：ヴァイオリン奏者
- 神田勇哉：フルート奏者
- 佐藤哲也（野球部OB）：教育学者　宮城教育大学 副学長（教育学部長・大学院研究科長・アドミッションオフィス長 兼務）
- 清水亜里沙：フリーアナウンサー（元東海テレビ放送アナウンサー）
- 野澤健一：サッカー選手
- 神田紅葉：講談師
- 平波亘：映画監督
- 小森光生：プロ野球選手（松本市立高等学校卒、早大野球部→毎日→近鉄）
- 中田康子：女優（松本市立高等学校卒）
- 八木あき：社会運動家（松本女子職業学校卒）
- 中村梅之助（4代目):俳優・歌舞伎役者(旧制松本市立中学校:中退）

## 最寄駅
- JR
  - 篠ノ井線：松本駅徒歩約50分
  - 大糸線：北松本駅徒歩約40分
- 松本電鉄バス：信大横田循環線・横田信大循環線・浅間線・四賀線・鹿教湯温泉線・岡田線：追分

## 校歌
- 作詞：佐藤春夫 作曲：大中寅二